# (39671) 1996 AG
1996 أي جي (ويعرف أيضًا باسم (39671) 1996 أي جي وفق تسمية الكوكب الصغير) (بالإنجليزية: 1996 AG)‏ هو كويكب ضمن حزام الكويكبات؛ وترتيبه 39671 من حيث الاكتشاف.
اكتُشف هذا الجُرم الفلكي بواسطة Maui Space Surveillance Complex ‏ في 7 يناير 1996.

## وصلات خارجية
- (39671) 1996 AG في قاعدة بيانات مختبر الدفع النفاث لأجرام النظام الشمسي الصغيرة

- الاكتشاف · مخطط المدار ·  العناصر المدارية · المعلمات المادية

- (39671) 1996 AG على موقع ويكي سكاي: DSS2, SDSS, GALEX, IRAS, Hydrogen α, X-Ray, Astrophoto, Sky Map, Articles and images